# Journal of Petrology
Das Journal of Petrology ist eine englischsprachige Fachzeitschrift mit Peer-Review im Gebiet der Petrologie.
Die Zeitschrift besteht seit 1960 und wird von der Oxford University Press veröffentlicht. Chefredakteur ist Georg Zellmer von der Massey University.
Das Journal of Petrology spezialisiert sich auf die Veröffentlichung wissenschaftlicher Arbeiten über die Petrologie metamorpher und magmatischer Gesteine sowie deren Petrogenese. Abgedeckt werden die Sparten Geochemie (Hauptelemente, Spurenelemente, Isotopen), Geochronologie (von Petrogenesen), experimentelle Petrologie und magmatische Prozesse (Magmenerzeugung, Differenzierung und Platznahme). Behandelt werden ebenfalls quantitative Untersuchungen gesteinsbildender Minerale und deren Paragenesen, regionale Studien magmatischer und metamorpher Gesteine als Beitrag zur Lösung fundamentaler petrologischer Problemstellungen sowie theoretische Modelle petrogenetischer Prozesse.

## Impact Factor
Das Journal hatte gemäß dem Journal Citation Reports im Jahr 2012 einen Impact Factor von 4,714 und 2014 einen Impact Factor von 4,424.